# Temporada 2011-12 de la NHL
La temporada 2011/12 de la NHL es la número 95 de la historia de la Liga Nacional de Hockey (NHL). Es la quinta temporada consecutiva que tiene su comienzo en Europa con los llamados NHL Premiere games. La temporada comenzó el 6 de octubre de 2011 y el final de la temporada será el 7 de abril de 2012. La edición 59 del Juego de las Estrellas se llevará a cabo en el Scotiabank Place en Otawa(Ontario), la casa de los Ottawa Senators, el 29 de enero de 2012. 

Durante la temporada baja, los Atlanta Thrashersse trasladaron a Winnipeg para convertirse en los Winnipeg Jets. Fue la primera reubicación en la NHL desde la temporada 1997-1998 cuando los Hartford Whalers se convirtieron en los Carolina Hurricanes. La liga no ha cambiado su estructura para adaptarse a la medida, y los Jets tomaron el lugar de los Thrashers en la División Sureste.

En diciembre de 2011, la Junta de Gobernadores aprobó finalmente un reajuste propuesto para la siguiente temporada , lo que resultaría en cuatro conferencias con las dos primeras rondas de los playoffs divisionales, pero esto fue rechazado por la Asociación de Jugadores de la NHL.

## Cambios en la Liga

### Reubicacion de franquicias
Atlanta Spirit, LLC, que anteriormente poseía a los Atlanta Thrashers, vendió el equipo a True North Sports and Entertainment. True North ha anunciado que el equipo se traslada al MTS Centre de Winnipeg, Manitoba y cambió el nombre a Jets de Winnipeg, igual que un equipo anterior de la NHL. El equipo participara en la División Sureste de la temporada 2011-12 de la NHL.

### Propuesta de realineación
El 5 de diciembre de 2011, la Junta de Gobernadores de la NHL anunció que iba a dividir la liga en cuatro conferencias a partir de la temporada 2012-13. Bajo este nuevo reajuste, cada equipo jugaría con cada equipo de las otras tres conferencias exactamente dos veces al año, una vez en casa y una vez de visita. Todos los juegos restantes serían dentro de la conferencia. También en relación con el plan, la segunda fase del sistema se ha cambiado drásticamente, los cuatro mejores equipos de cada conferencia se clasifican para los playoffs, los enfrentamientos serán según el seeding de cada equipo(1 vs 4, 2 vs 3). Los ganadores de cada conferencia se enfrentaran en las semifinales para jugar por la Copa Stanley.
Las nuevas conferencias que se propusieron son de la siguiente manera:
- New Jersey Devils, Philadelphia Flyers, Pittsburgh Penguins, New York Rangers, New York Islanders, Washington Capitals y Carolina Hurricanes
- Boston Bruins, Montreal Canadiens, Toronto Maple Leafs, Ottawa Senators, Buffalo Sabres, Florida Panthers y Tampa Bay Lightning
- Detroit Red Wings, Columbus Blue Jackets, Nashville Predators, Saint Louis Blues, Chicago Blackhawks, Minnesota Wild, Dallas Stars y Winnipeg Jets
- Los Angeles Kings, Anaheim Ducks, Phoenix Coyotes, San Jose Sharks, Vancouver Canucks, Calgary Flames, Edmonton Oilers y Colorado Avalanche

El reajuste fue, en parte, debido a las quejas de los equipos de la costa oeste acerca de viajar a varias zonas horarias durante la temporada regular. Sin embargo, el 6 de enero de 2012, la liga anunció que la Asociación de Jugadores de la NHL rechazó este reajuste propuesto, y en consecuencia cualquier reajuste no se llevará a cabo por lo menos hasta la temporada 2013-14.

### Tope Salarial
El 23 de junio de 2011, la NHL anunció que el tope salarial se incrementó en $ 4,9 millones. Como resultado, el nuevo tope salarial se ha fijado en $ 64,3 millones, mientras que el piso del tope salarial es $ 48,3 millones.

## Pretemporada

### Juegos de exhibición en Europa
Los cuatro equipos que van a Europa a abrir sus temporadas regulares como parte de los juegos de la NHL Premiere, también jugaron partidos de exhibición contra equipos europeos bajo la denominación de la NHL Desafío Premiere para cerrar su pretemporada. Los equipos de la NHL tenía un registro general de 6-1-0 contra los equipos europeos, con los Rangers de Nueva York, jugando cuatro partidos en cinco días y en cuatro países, con un récord de 3-1-0.
| Fecha            | Ciudad                 | equipo de NHL     | Equipo europeo       | Marcador |
| ---------------- | ---------------------- | ----------------- | -------------------- | -------- |
| 29 de septiembre | Prague, Czech Republic | New York Rangers  | HC Sparta Praha      | 2–0      |
| 30 de septiembre | Gothenburg, Sweden     | New York Rangers  | Frölunda HC          | 4–2      |
| 2 de octubre     | Bratislava, Slovakia   | New York Rangers  | HC Slovan Bratislava | 4–1      |
| 3 de octubre     | Zug, Switzerland       | New York Rangers  | EV Zug               | 4–8      |
| 4 de octubre     | Helsinki, Finland      | Anaheim Ducks     | Helsinki Jokerit     | 4–3 OT   |
| October 4        | Hamburg, Germany       | Los Angeles Kings | Hamburg Freezers     | 5–4      |
| 4 de octubre     | Mannheim, Germany      | Buffalo Sabres    | Adler Mannheim       | 8–3      |

## Temporada regular

### Premiere Games
La temporada regular 2011-2012 comenzó en Europa, con los llamados "2011 Compuware NHL Premiere Games". Los Anaheim Ducks, Los Angeles Kings y los New York Rangers hicieron su segundo viaje a Europa, mientras que los Buffalo Sabres hicieron su primer viaje. El 7 de octubre, Anaheim jugó contra Buffalo en el Hartwall Areena de Helsinki, Finlandia y Los Ángeles ante Nueva York en el Globe Arena de Ericsson en Estocolmo, Suecia. Los cuatro equipos jugaron de nuevo el 8 de octubre con Los Ángeles en contra de Buffalo en el O2 World Arena en Berlín, Alemania y Anaheim contra Nueva York, en Estocolmo.

### Enfrentamientos del Día de Acción de Gracias
Como parte del contrato de la liga con la televisión, de la NHL debutó en Thanksgiving Showdown, un juego de difusión nacional, el día después de Acción de Gracias en 2011. El juego, contó con los Boston Bruins recibiendo al equipo Detroit Red Wings, Detroit ganó el juego por 3-2.

### Clásico de invierno
El clásico de invierno de 2012 de la NHL se celebró en el Citizens Bank Park, estadio de béisbol de Filadelfia, Pensilvania, el lunes 2 de enero de 2012. En esta ocasión, los Philadelphia Flyers fue sede de los New York Rangers. Fue el primer Clásico de invierno de los Rangers y el segundo para los Flyers. El resultado del partido fue una victoria de 3-2 para los Rangers. Filadelfia jugó por última vez el Clásico de Invierno en 2010 contra los Boston Bruins en el Fenway Park en Boston, Massachusetts. Los Bruins ganaron ese partido en la prórroga por un marcador de 2-1 con un gol anotado por Marco Sturm.
Esta fue la primera vez que el Clásico de Invierno no se jugó en el día de Año Nuevo , ya que cayó en día domingo. Si el Clásico de Invierno se hubiera celebrado el Día de Año Nuevo, hubiera habido un conflicto con el último partido de la temporada de la National Football League (en el que los Philadelphia Eagles fueron sede de la Washington Redskins en el Lincoln Financial Field) y con el Desfile anual Mummers en el centro de Filadelfia. La rivalidad Flyers-Rangers es una de las rivalidades con mayor sintonía en televisión de la NHL en las grandes cadenas de televisión y fue televisado tres veces en la NBC en 2011, incluyendo la inauguración del Día del hockey en los Estados Unidos.

### Tabla de posiciones
Cada uno de los 30 equipos jugarán una temporada de 82 partidos en la temporada regular, 41 de local y 41 de visita. Un equipo juega seis partidos contra cada uno de sus adversarios de la misma división, en total son 24 encuentros. A estos debe sumarse cuatro partidos contra cada uno de los 10 equipos de la misma conferencia (40 partidos), un partido contra 12 de los 15 equipos de su otra conferencia, y dos contra los tres equipos restantes de su otra conferencia (18 partidos). Los equipos que ganen sus divisiones se clasificarán a los playoffs en la primera, segunda y tercera posición de la conferencia, Los cinco primeros lugares del resto de los equipos de cada conferencia se clasificarán para los playoffs, haciendo un total de ocho equipos de playoff en cada conferencia.

#### Conferencia Este[8]
Div= División, PJ= Partidos Jugados, G= Ganados, P = Perdidos, PTE = Perdidos en Tiempo extra, GF= Goles a Favor, GC= Goles en Contra, Pts = Puntos
| \| Posición \| Conferencia Este \| Div \| PJ \| G \| P \| PTE \| GF \| GC \| Pts \| \| -------- \| -------------------- \| --- \| -- \| -- \| -- \| --- \| --- \| --- \| --- \| \| 1 \| z - New York Rangers \| AT \| 82 \| 51 \| 24 \| 7 \| 226 \| 187 \| 109 \| \| 2 \| y – Boston Bruins \| NE \| 82 \| 49 \| 29 \| 4 \| 269 \| 202 \| 102 \| \| 3 \| y – Florida Panthers \| SE \| 82 \| 38 \| 26 \| 18 \| 203 \| 227 \| 94 \| \| 4 \| Pittsburgh Penguins \| AT \| 82 \| 51 \| 25 \| 6 \| 282 \| 221 \| 108 \| \| 5 \| Philadelphia Flyers \| AT \| 82 \| 47 \| 26 \| 9 \| 264 \| 232 \| 103 \| \| 6 \| New Jersey Devils \| AT \| 82 \| 48 \| 28 \| 6 \| 228 \| 209 \| 102 \| \| 7 \| Washington Capitals \| SE \| 82 \| 42 \| 32 \| 8 \| 222 \| 230 \| 92 \| \| 8 \| Ottawa Senators \| NE \| 82 \| 41 \| 31 \| 10 \| 249 \| 240 \| 92 \| \| 8.5 \| \| \| \| \| \| \| \| \| \| \| 9 \| Buffalo Sabres \| NE \| 82 \| 39 \| 32 \| 11 \| 218 \| 230 \| 89 \| \| 10 \| Tampa Bay Lightning \| SE \| 82 \| 38 \| 36 \| 8 \| 235 \| 281 \| 84 \| \| 11 \| Winnipeg Jets \| SE \| 82 \| 37 \| 35 \| 10 \| 225 \| 246 \| 84 \| \| 12 \| Carolina Hurricanes \| SE \| 82 \| 33 \| 33 \| 16 \| 213 \| 243 \| 82 \| \| 13 \| Toronto Maple Leafs \| NE \| 82 \| 35 \| 37 \| 10 \| 231 \| 264 \| 80 \| \| 14 \| New York Islanders \| AT \| 82 \| 34 \| 37 \| 11 \| 203 \| 255 \| 79 \| \| 15 \| Montreal Canadiens \| NE \| 82 \| 31 \| 35 \| 16 \| 212 \| 226 \| 78 \| |                      |     |    |    |    |     |     |     |     |
| División: AT - Atlántico, NE - Noreste, SE - Sureste |                      |     |    |    |    |     |     |     |     |
| y- Campeón Divisional, z- Ganador conferencia |                      |     |    |    |    |     |     |     |     |
| Posición | Conferencia Este     | Div | PJ | G  | P  | PTE | GF  | GC  | Pts |
| 1 | z - New York Rangers | AT  | 82 | 51 | 24 | 7   | 226 | 187 | 109 |
| 2 | y – Boston Bruins    | NE  | 82 | 49 | 29 | 4   | 269 | 202 | 102 |
| 3 | y – Florida Panthers | SE  | 82 | 38 | 26 | 18  | 203 | 227 | 94  |
| 4 | Pittsburgh Penguins  | AT  | 82 | 51 | 25 | 6   | 282 | 221 | 108 |
| 5 | Philadelphia Flyers  | AT  | 82 | 47 | 26 | 9   | 264 | 232 | 103 |
| 6 | New Jersey Devils    | AT  | 82 | 48 | 28 | 6   | 228 | 209 | 102 |
| 7 | Washington Capitals  | SE  | 82 | 42 | 32 | 8   | 222 | 230 | 92  |
| 8 | Ottawa Senators      | NE  | 82 | 41 | 31 | 10  | 249 | 240 | 92  |
| 8.5 |                      |     |    |    |    |     |     |     |     |
| 9 | Buffalo Sabres       | NE  | 82 | 39 | 32 | 11  | 218 | 230 | 89  |
| 10 | Tampa Bay Lightning  | SE  | 82 | 38 | 36 | 8   | 235 | 281 | 84  |
| 11 | Winnipeg Jets        | SE  | 82 | 37 | 35 | 10  | 225 | 246 | 84  |
| 12 | Carolina Hurricanes  | SE  | 82 | 33 | 33 | 16  | 213 | 243 | 82  |
| 13 | Toronto Maple Leafs  | NE  | 82 | 35 | 37 | 10  | 231 | 264 | 80  |
| 14 | New York Islanders   | AT  | 82 | 34 | 37 | 11  | 203 | 255 | 79  |
| 15 | Montreal Canadiens   | NE  | 82 | 31 | 35 | 16  | 212 | 226 | 78  |

#### Conferencia Oeste[8]
Div= División, PJ= Partidos Jugados, G= Ganados, P = Perdidos, PTE = Perdidos en Tiempo extra, GF= Goles a Favor, GC= Goles en Contra, Pts = Puntos
| \| Posición \| Conferencia Este \| Div \| PJ \| G \| P \| PTE \| GF \| GC \| Pts \| \| -------- \| ---------------------- \| --- \| -- \| -- \| -- \| --- \| --- \| --- \| --- \| \| 1 \| tp – Vancouver Canucks \| NW \| 82 \| 51 \| 22 \| 9 \| 249 \| 198 \| 111 \| \| 2 \| y – St. Louis Blues \| CE \| 82 \| 49 \| 22 \| 11 \| 210 \| 165 \| 109 \| \| 3 \| y – Phoenix Coyotes \| PA \| 82 \| 42 \| 27 \| 13 \| 216 \| 204 \| 97 \| \| 4 \| Nashville Predators \| CE \| 82 \| 48 \| 26 \| 8 \| 237 \| 210 \| 104 \| \| 5 \| Detroit Red Wings \| CE \| 82 \| 48 \| 28 \| 6 \| 248 \| 203 \| 102 \| \| 6 \| Chicago Blackhawks \| CE \| 82 \| 45 \| 26 \| 11 \| 248 \| 238 \| 101 \| \| 7 \| San Jose Sharks \| PA \| 82 \| 43 \| 29 \| 10 \| 228 \| 210 \| 96 \| \| 8 \| Los Angeles Kings \| PA \| 82 \| 40 \| 27 \| 15 \| 194 \| 179 \| 95 \| \| 8.5 \| \| \| \| \| \| \| \| \| \| \| 9 \| Calgary Flames \| NW \| 82 \| 37 \| 29 \| 16 \| 202 \| 226 \| 90 \| \| 10 \| Dallas Stars \| PA \| 82 \| 42 \| 35 \| 5 \| 211 \| 222 \| 89 \| \| 11 \| Colorado Avalanche \| NW \| 82 \| 41 \| 35 \| 6 \| 208 \| 220 \| 88 \| \| 12 \| Minnesota Wild \| NW \| 82 \| 35 \| 36 \| 11 \| 177 \| 226 \| 81 \| \| 13 \| Anaheim Ducks \| PA \| 82 \| 34 \| 36 \| 12 \| 204 \| 231 \| 80 \| \| 14 \| Edmonton Oilers \| NW \| 82 \| 32 \| 40 \| 10 \| 212 \| 239 \| 74 \| \| 15 \| Columbus Blue Jackets \| CE \| 82 \| 29 \| 46 \| 7 \| 202 \| 262 \| 65 \| |                        |     |    |    |    |     |     |     |     |
| División: CE - Central, NW - Noroeste, PA - Pacífico |                        |     |    |    |    |     |     |     |     |
| y- Campeón Divisional, tp- Ganador trofeo de los presidentes |                        |     |    |    |    |     |     |     |     |
| Posición | Conferencia Este       | Div | PJ | G  | P  | PTE | GF  | GC  | Pts |
| 1 | tp – Vancouver Canucks | NW  | 82 | 51 | 22 | 9   | 249 | 198 | 111 |
| 2 | y – St. Louis Blues    | CE  | 82 | 49 | 22 | 11  | 210 | 165 | 109 |
| 3 | y – Phoenix Coyotes    | PA  | 82 | 42 | 27 | 13  | 216 | 204 | 97  |
| 4 | Nashville Predators    | CE  | 82 | 48 | 26 | 8   | 237 | 210 | 104 |
| 5 | Detroit Red Wings      | CE  | 82 | 48 | 28 | 6   | 248 | 203 | 102 |
| 6 | Chicago Blackhawks     | CE  | 82 | 45 | 26 | 11  | 248 | 238 | 101 |
| 7 | San Jose Sharks        | PA  | 82 | 43 | 29 | 10  | 228 | 210 | 96  |
| 8 | Los Angeles Kings      | PA  | 82 | 40 | 27 | 15  | 194 | 179 | 95  |
| 8.5 |                        |     |    |    |    |     |     |     |     |
| 9 | Calgary Flames         | NW  | 82 | 37 | 29 | 16  | 202 | 226 | 90  |
| 10 | Dallas Stars           | PA  | 82 | 42 | 35 | 5   | 211 | 222 | 89  |
| 11 | Colorado Avalanche     | NW  | 82 | 41 | 35 | 6   | 208 | 220 | 88  |
| 12 | Minnesota Wild         | NW  | 82 | 35 | 36 | 11  | 177 | 226 | 81  |
| 13 | Anaheim Ducks          | PA  | 82 | 34 | 36 | 12  | 204 | 231 | 80  |
| 14 | Edmonton Oilers        | NW  | 82 | 32 | 40 | 10  | 212 | 239 | 74  |
| 15 | Columbus Blue Jackets  | CE  | 82 | 29 | 46 | 7   | 202 | 262 | 65  |

## Playoffs

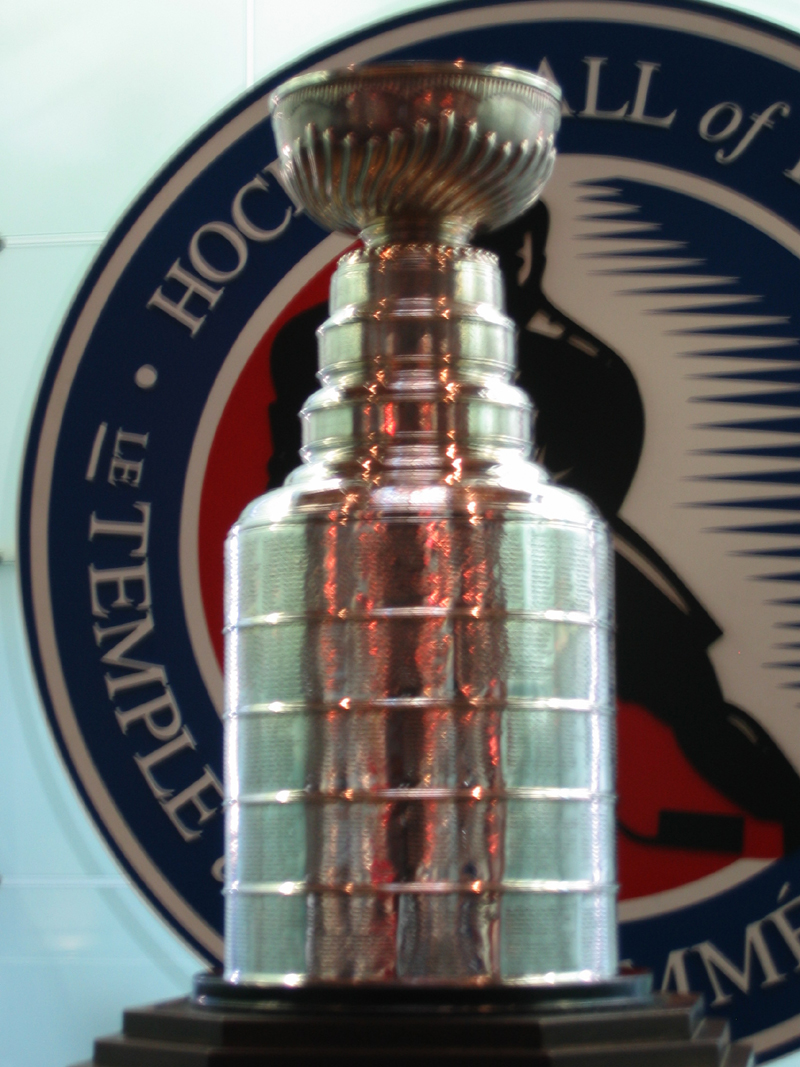
La Stanley Cup

Los playoffs de la temporada 2011/12 de la NHL se iniciaron el miércoles 11 de abril de 2012. En cada ronda, el más alto puntaje de cada conferencia se enfrenta con el más bajo del resto de los equipos. El equipo con mejor lugar en la serie, se le concede la ventaja de local. En la serie final de la Copa Stanley, el local se determina con base en los puntos de la temporada regular. Cada serie al mejor de siete sigue un formato 2-2-1-1-1: el equipo cabeza de serie, juega en casa para los juegos uno y dos (además de cinco y siete si es necesario), mientras que jugara de visita los duelos tres y cuatro (y el 6 si es necesario).
{{
|  | Primera Ronda RD2=Semifinales de Conferencia RD3=Finales de Conferencia RD4=Stanley Cup group1=Conferencia Este group2=Conferencia Oeste RD1-seed01 = 1 RD1-team01 = New York Rangers RD1-score01 = 4 RD1-seed02 = 8 RD1-team02 = Ottawa Senators RD1-score02 = 3 RD1-seed03 = 2 RD1-team03 = Boston Bruins RD1-score03 = 3 RD1-seed04 = 7 RD1-team04 = Washington Capitals RD1-score04 = 4 RD1-seed05 = 3 RD1-team05 = Florida Panthers RD1-score05 = 3 RD1-seed06 = 6 RD1-team06 = New Jersey Devils RD1-score06 = 4 RD1-seed07 = 4 RD1-team07 = Pittsburgh Penguins RD1-score07 = 2 RD1-seed08 = 5 RD1-team08 = Philadelphia Flyers RD1-score08 = 4 RD1-seed09 = 1 RD1-team09 = Vancouver Canucks RD1-score09 = 1 RD1-seed10 = 8 RD1-team10 = Los Angeles Kings RD1-score10 = 4 RD1-seed11 = 2 RD1-team11 = Saint Louis Blues RD1-score11 = 4 RD1-seed12 = 7 RD1-team12 = San Jose Sharks RD1-score12 = 1 RD1-seed13 = 3 RD1-team13 = Phoenix Coyotes RD1-score13 = 4 RD1-seed14 = 6 RD1-team14 = Chicago Blackhawks RD1-score14 = 2 RD1-seed15 = 4 RD1-team15 = Nashville Predators RD1-score15 = 4 RD1-seed16 = 5 RD1-team16 = Detroit Red Wings RD1-score16 = 1 RD2-seed01 = 1 RD2-team01 = New York Rangers RD2-score01 = 4 RD2-seed02 = 7 RD2-team02 = Washington Capitals RD2-score02 = 3 RD2-seed03 = 5 RD2-team03 = Philadelphia Flyers RD2-score03 = 1 RD2-seed04 = 6 RD2-team04 = New Jersey Devils RD2-score04 = 4 RD2-seed05 = 2 RD2-team05 = St. Louis Blues RD2-score05 = 0 RD2-seed06 = 8 RD2-team06 = Los Angeles Kings RD2-score06 = 4 RD2-seed07 = 3 RD2-team07 = Phoenix Coyotes RD2-score07 = 4 RD2-seed08 = 4 RD2-team08 = Nashville Predators RD2-score08 = 1 RD3-seed01= 1 RD3-team01= New York Rangers RD3-score01= 2 RD3-seed02= 6 RD3-team02= New Jersey Devils RD3-score02= 4 RD3-seed03= 8 RD3-team03= Los Angeles Kings RD3-score03= 4 RD3-seed04=3 RD3-team04= Phoenix Coyotes RD3-score04= 1 RD4-seed01= E6 RD4-team01= New Jersey Devils RD4-score01= 2 RD4-seed02= O8 RD4-team02= Los Angeles Kings RD4-score02= 4 |  |  |  |
|  | |  |  |  |
|  | |  |  |  |
|  | |  |  |  |
|  | |  |  |  |
|  | |  |  |  |